# Cluster Lensing and Supernova survey with Hubble

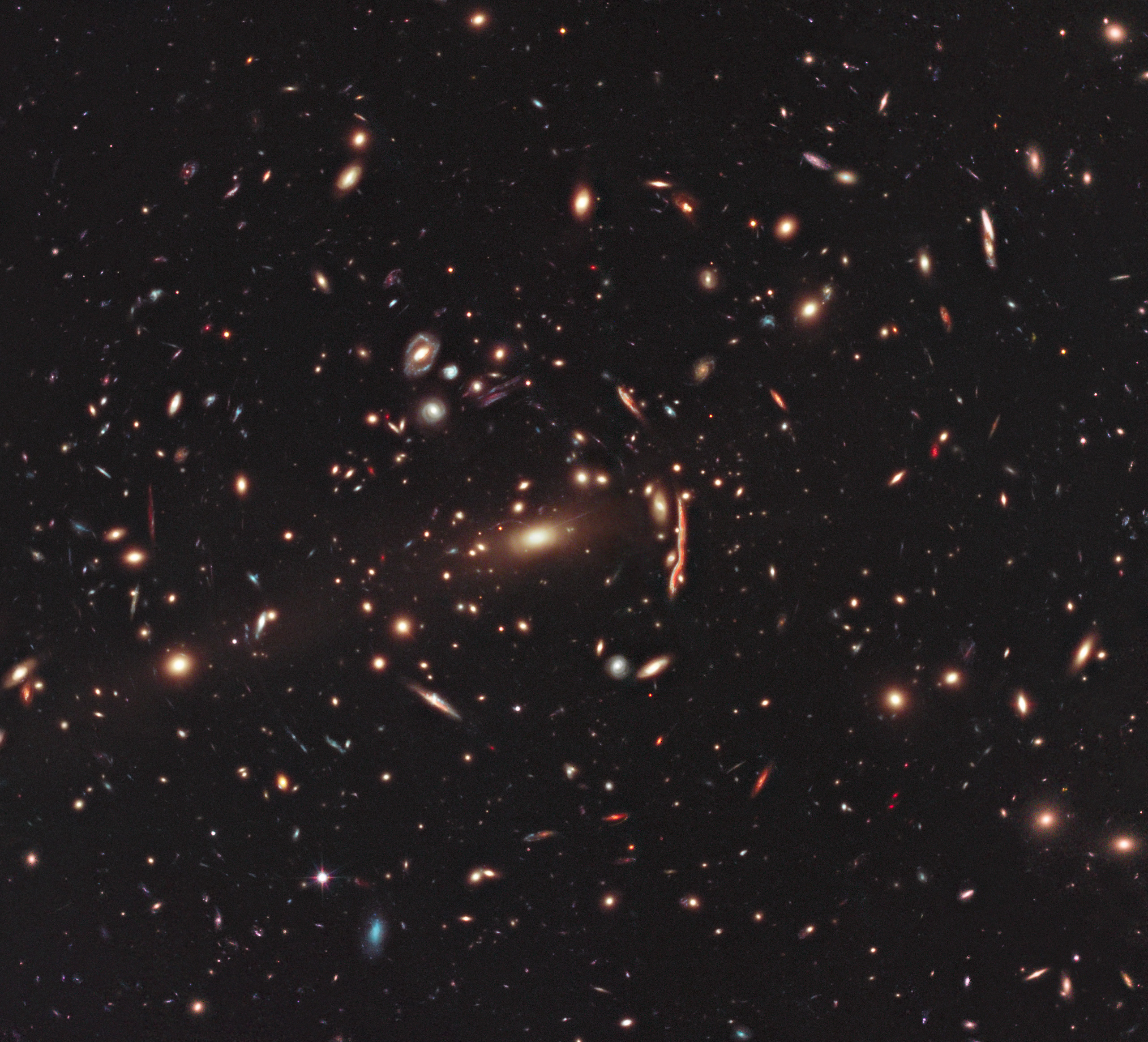
Esta imagen del Telescopio Espacial Hubble de NASA/ESA muestra el cúmulo de galaxias MACS J1206. Este es uno de los 25 grupos que se están estudiando como parte del programa CLASH.

El Cluster Lensing And Supernova survey with Hubble (CLASH, literalmente "Lente Cumular y estudio de Supernovas con Hubble") fue un programa del Telescopio Espacial Hubble para observar 25 cúmulos de galaxias masivas. CLASH fue uno de los tres programas seleccionados (junto con CANDELS y PHAT) en la primera clase de programas de tesorería multiciclo del Hubble, que fueron diseñados para abordar grandes preguntas que no se pueden responder a través de observaciones normales. Las observaciones de CLASH se realizaron entre noviembre de 2010 y julio de 2013. CLASH fue dirigido por el investigador principal Marc Postman y tenía un equipo científico de más de 40 investigadores.
Las observaciones primarias de CLASH se realizaron en el telescopio espacial Hubble con la cámara avanzada para levantamientos (ACS) y la cámara de campo amplio 3 (WFC3). Las imágenes se tomaron en 16 filtros, que se seleccionaron para maximizar la capacidad de detectar galaxias distantes detrás de cada cúmulo. Veinte de los cúmulos observados se seleccionaron debido a su morfología relajada en las observaciones de rayos X, mientras que los otros cinco se eligieron debido a su fuerza como lentes gravitacionales.

## Historia

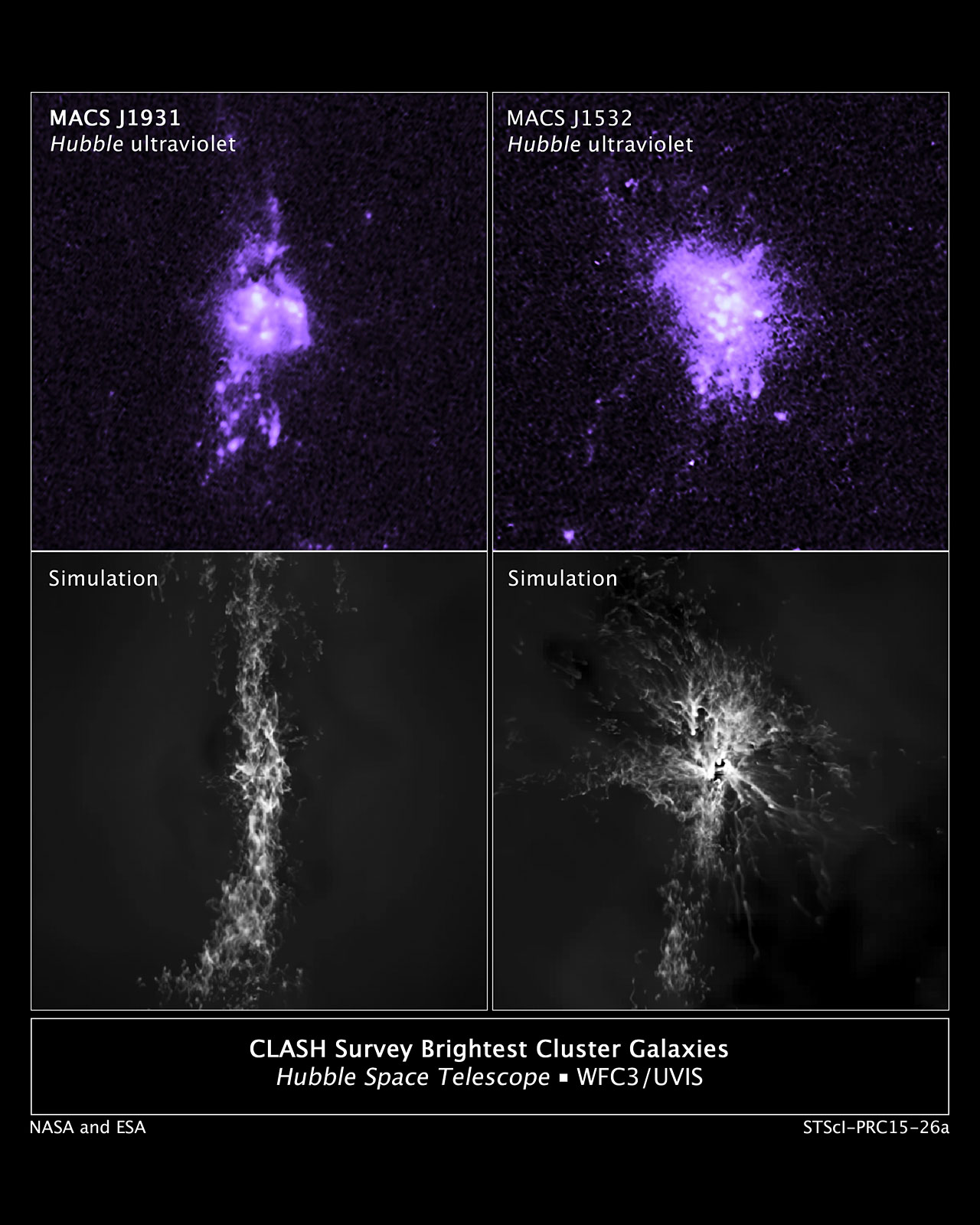
Estudio CLASH Simulaciones y galaxias de cúmulos más brillantes.

En noviembre de 2012, CLASH ha examinado 20 cúmulos de los 25. Se descubrió que uno de los cúmulos de galaxias, MACS J0647 + 7015, había obtenido una lente gravitacional de la galaxia más distante (MACS0647-JD) jamás fotografiada, en 2012.
En 2013, un estudio que utilizó datos CLASH encontró que RX J1347.5-1145 tenía una intensa curvatura gravitacional de la luz, de modo que se detectaron 8 imágenes del mismo objeto.

## Cúmulos bajo observación
La lista de cúmulos es:
| Cúmulo galáctico                         | Ascensión recta | Declinación | Corrimiento al rojo | Notas       |
| ---------------------------------------- | --------------- | ----------- | ------------------- | ----------- |
| Abell 209 (ACO 209)                      | 01:31:52.57     | -13:36:38.8 | 0.206               |             |
| Abell 383 (ACO 383)                      | 02:48:03.36     | -03:31:44.7 | 0.187               |             |
| MACS0329.7-0211                          | 03:29:41.68     | -02:11:47.7 | 0.450               |             |
| MACS0429.6-0253                          | 04:29:36.10     | -02:53:08.0 | 0.399               |             |
| MACS0744.9+3927                          | 07:44:52.80     | +39:27:24.4 | 0.686               |             |
| Abell 611 (ACO 611)                      | 08:00:56.83     | +36:03:24.1 | 0.288               |             |
| MACS1115.9+0129                          | 11:15:52.05     | +01:29:56.6 | 0.352               |             |
| Abell 1423 (ACO 1423)                    | 11:57:17.26     | +33:36:37.4 | 0.213               |             |
| MACS1206.2-0847                          | 12:06:12.28     | -08:48:02.4 | 0.440               |             |
| CLJ1226.9+3332 (ClG J1226.9+3332)        | 12:26:58.37     | +33:32:47.4 | 0.890               |             |
| MACS1311.0-0310                          | 13:11:01.67     | -03:10:39.5 | 0.494               |             |
| RX J1347.5-1145                          | 13:47:30.59     | -11:45:10.1 | 0.451               | [ Notes 1 ] |
| MACS1423.8+2404                          | 14:23:47.76     | +24:04:40.5 | 0.545               |             |
| RXJ1532.9+3021                           | 15:32:53.78     | +30:20:58.7 | 0.345               |             |
| MACS1720.3+3536                          | 17:20:16.95     | +35:36:23.6 | 0.391               |             |
| Abell 2261 (ACO 2261)                    | 17:22:27.25     | +32:07:58.6 | 0.224               |             |
| MACS1931.8-2635                          | 19:31:49.66     | -26:34:34.0 | 0.352               |             |
| RXJ2129.7+0005                           | 21:29:39.94     | +00:05:18.8 | 0.234               |             |
| MS2137-2353                              | 21:40:15.18     | -23:39:40.7 | 0.313               |             |
| RXJ2248.7-4431 (Abell 1063S / ACO 1063S) | 22:48:44.29     | -44:31:48.4 | 0.348               |             |
| MACS0416.1-2403                          | 04:16:09.39     | -24:04:03.9 | 0.42                |             |
| MACS0647.8+7015                          | 06:47:50.03     | +70:14:49.7 | 0.584               |             |
| MACS0717.5+3745                          | 07:17:31.65     | +37:45:18.5 | 0.548               |             |
| MACS1149.6+2223                          | 11:49:35.86     | +22:23:55.0 | 0.544               |             |
| MACS2129.4-0741                          | 21:29:26.06     | -07:41:28.8 | 0.570               |             |